# دي أدلرشوست
دي أدلرشوست ( تنطق بالهولندية: [də ˌʔaːdəˈlaːrsɦɔrst] ) هو ملعب متعدد الاستخدامات في ديفينتر،هولندا. يستخدم حاليا في الغالب لمباريات كرة القدم وهو الملعب الرئيسي لغو أهد إيغلز. الاستاد قادر على استيعاب 10,400 شخص وبنى في عام 1920.
استضاف الملعب مباراة تأهيلية لكأس العالم 1974 بين هولندا وأيسلندا (الذين استضافوا اسمياً المباراة). فاز الهولنديون في المباراة 8-1.